# Cyclisme aux Jeux olympiques d'été de 1984
Navigation
Moscou 1980 Séoul 1988
Aux Jeux olympiques d'été de 1984, huit épreuves de cyclisme sont disputées : cinq sur piste et trois sur route. Pour la première fois, une compétition cycliste ouverte aux femmes est programmée aux Jeux olympiques. La course aux points masculine fait également son apparition.
Les États-Unis obtiennent quatre des huit médailles d'or, en l'absence des athlètes issus des quinze pays boycottant ces Jeux, dont les Soviétiques, les Polonais et les Allemands de l'Est.
L'Américain Patrick McDonough médaille d'argent de la poursuite par équipes, a admis avoir usé de dopage sanguin (en) lors de ces Jeux. Un tiers des cyclistes de l'équipe américaine y ont reçu des transfusions sanguines. Le dopage sanguin a été interdit par le Comité international olympique en 1985, bien qu'il ne fût alors pas détectable.

## Résultats

### Hommes
| Podiums                             |                                                                        |                                                                                   |                                                                           |
| Route                               |                                                                        |                                                                                   |                                                                           |
| Course en ligne                     | Alexi Grewal États-Unis                                                | Steve Bauer Canada                                                                | Dag Otto Lauritzen Norvège                                                |
| 100 km contre la montre par équipes | Italie Marcello Bartalini Marco Giovannetti Eros Poli Claudio Vandelli | Suisse Alfred Achermann Richard Trinkler Laurent Vial Benno Wiss                  | États-Unis Ron Kiefel Clarence Knickman Davis Phinney Andrew Weaver       |
| Piste                               |                                                                        |                                                                                   |                                                                           |
| Kilomètre hommes                    | Fredy Schmidtke Allemagne de l'Ouest                                   | Curt Harnett Canada                                                               | Fabrice Colas France                                                      |
| Vitesse individuelle hommes         | Mark Gorski États-Unis                                                 | Nelson Vails États-Unis                                                           | Tsutomo Sakamoto Japon                                                    |
| Poursuite individuelle hommes       | Steve Hegg États-Unis                                                  | Rolf Gölz Allemagne de l'Ouest                                                    | Leonard Nitz États-Unis                                                   |
| Poursuite par équipes hommes        | Australie Michael Grenda Kevin Nichols Michael Turtur Dean Woods       | États-Unis David Grylls Steve Hegg Patrick McDonough Leonard Nitz Brent Emery (q) | Allemagne de l'Ouest Reinhard Alber Rolf Gölz Roland Günther Michael Marx |
| Course aux points hommes            | Roger Ilegems Belgique                                                 | Uwe Messerschmidt Allemagne de l'Ouest                                            | Manuel Youshimatz Mexique                                                 |

### Femmes
| Podiums         |                             |                          |                                        |
| Route           |                             |                          |                                        |
| Course en ligne | Connie Carpenter États-Unis | Rebecca Twigg États-Unis | Sandra Schumacher Allemagne de l'Ouest |

## Tableau des médailles
| Rang | Nation               | Or | Argent | Bronze | Total |
| ---- | -------------------- | -- | ------ | ------ | ----- |
| 1    | États-Unis           | 4  | 3      | 2      | 9     |
| 2    | Allemagne de l'Ouest | 1  | 2      | 2      | 5     |
| 3    | Australie            | 1  | 0      | 0      | 1     |
| 3    | Belgique             | 1  | 0      | 0      | 1     |
| 3    | Italie               | 1  | 0      | 0      | 1     |
| 6    | Canada               | 0  | 2      | 0      | 2     |
| 7    | Suisse               | 0  | 1      | 0      | 1     |
| 8    | France               | 0  | 0      | 1      | 1     |
| 8    | Japon                | 0  | 0      | 1      | 1     |
| 8    | Mexique              | 0  | 0      | 1      | 1     |
| 8    | Norvège              | 0  | 0      | 1      | 1     |